# Baltar (Paredes)
Baltar ist eine Gemeinde (Freguesia) im portugiesischen Kreis Paredes. In ihr leben 4720 Einwohner (Stand 19. April 2021).